# Roxana (Illinois)
Pour les articles homonymes, voir Roxana.
Roxana est une ville de l'Illinois, dans le Comté de Madison aux États-Unis d'Amérique.